# Universitätsklinikum Bonn
Das Universitätsklinikum Bonn (UKB) ist ein Krankenhaus der Maximalversorgung mit 1341 Betten. 
Etwa 9.884 Mitarbeiter arbeiteten dort in Forschung, Lehre und Krankenversorgung sowie im öffentlichen Gesundheitswesen mit Stand des Jahres 2024.

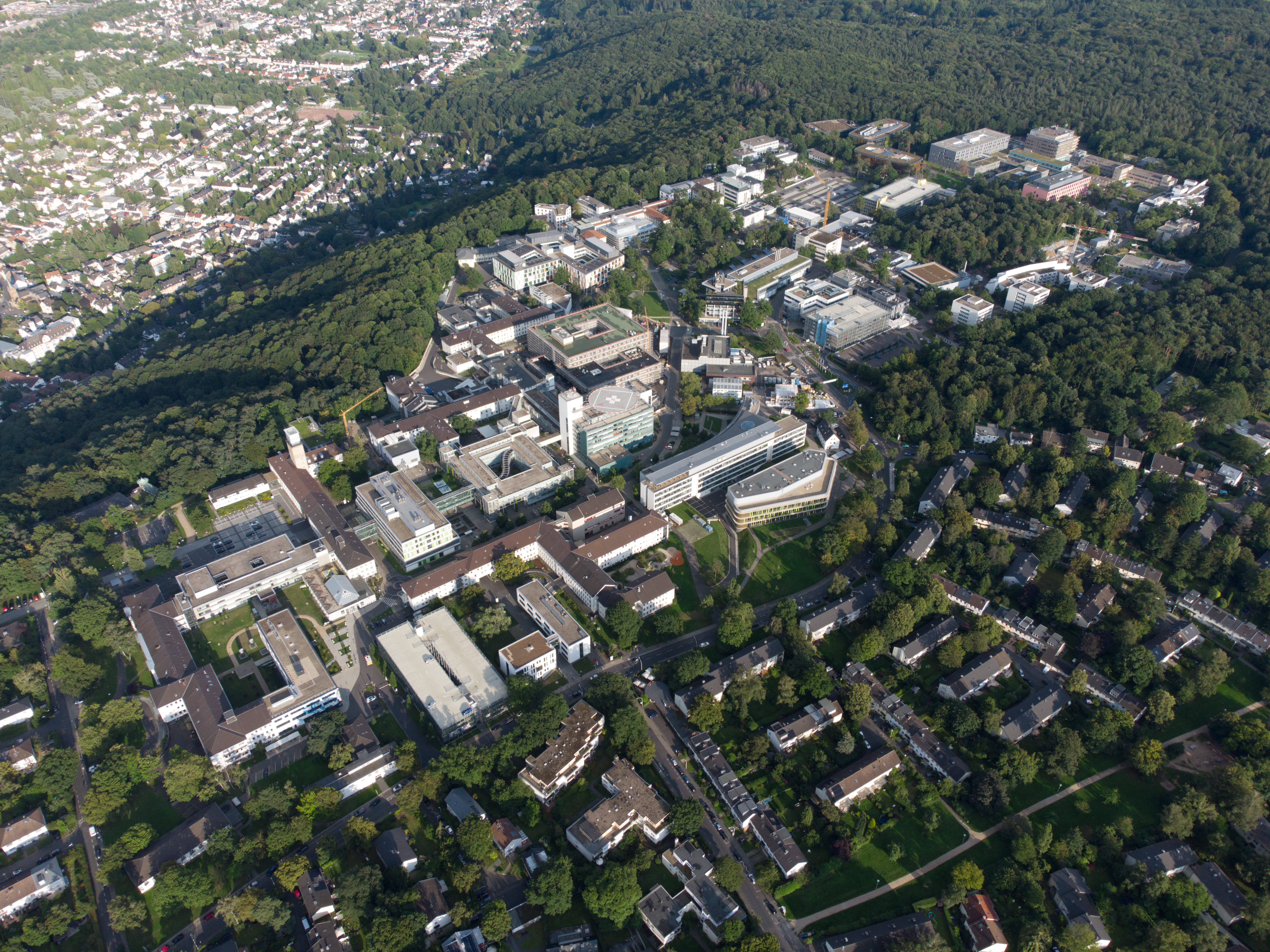
Gesamtansicht UKB aus der Luft

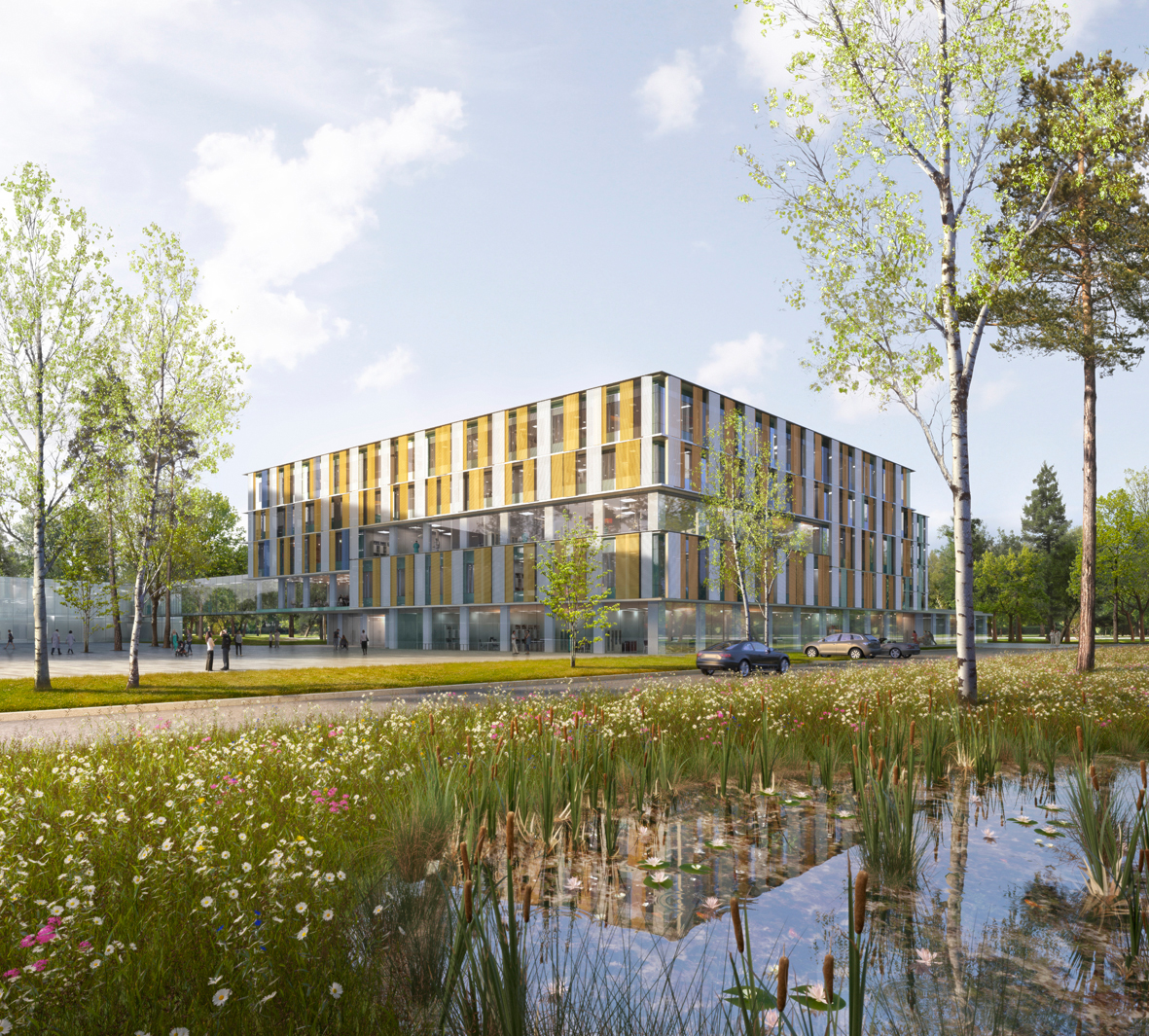
Eltern-Kind-Zentrum (ELKI)

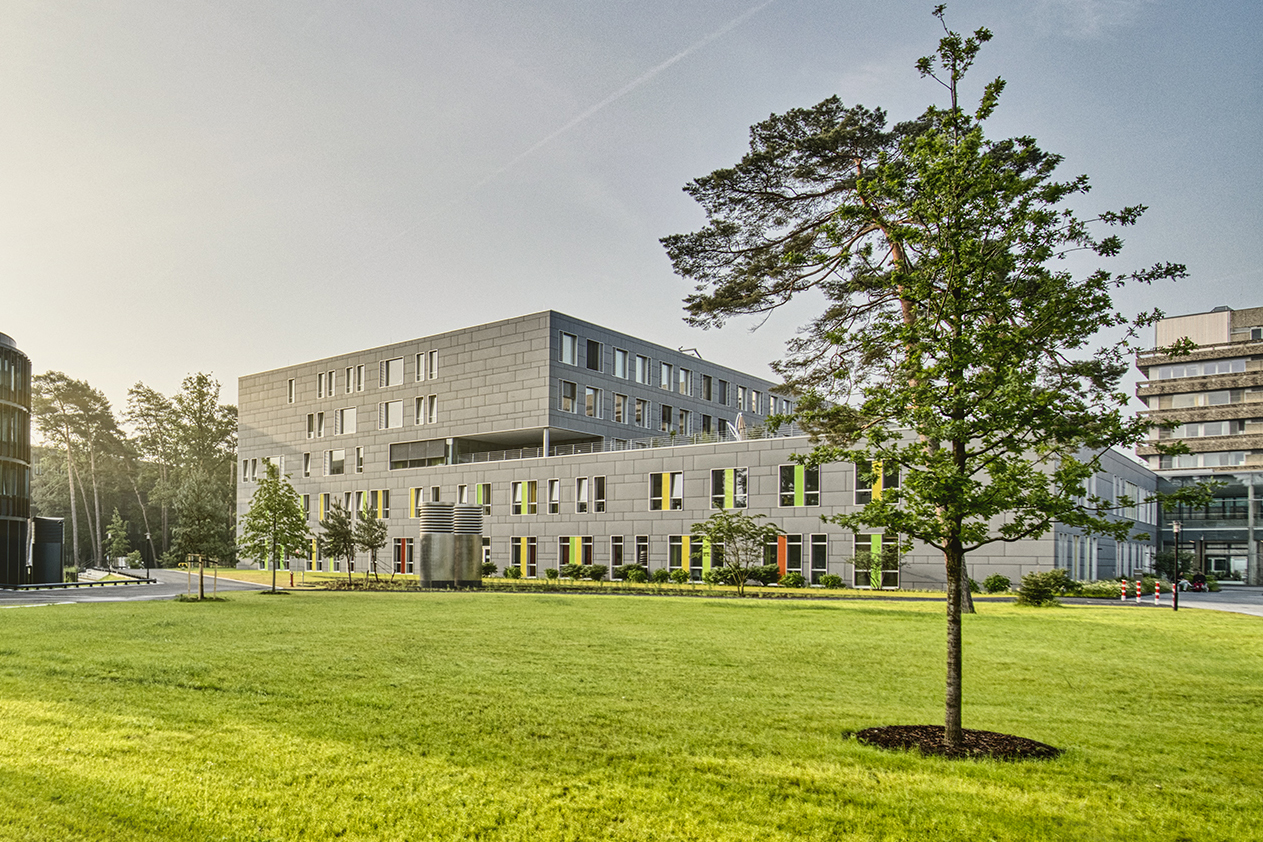
Neurologie, Psychiatrie und Psychosomatik (NPP)

## Geschichte
Mit der preußischen Neugründung der Hochschule 1818 als Rheinische Friedrich-Wilhelms-Universität Bonn wurden die Kliniken der medizinischen Fakultät zunächst im ehemaligen Kurfürstlichen Schloss untergebracht, das der Universität vermacht worden war. Wegen zunehmenden Platzbedarfs in den folgenden Jahrzehnten erwarb die Universität 1865 ein ehemaliges Bastionsgelände in Rheinnähe, im Gebiet der heutigen Beethovenhalle. Die klinischen Disziplinen für Gynäkologie und Geburtshilfe, für Innere Medizin, für Chirurgie sowie für Dermatologie und Venerologie bekamen jeweils eigene Gebäude. 1872 konnte als erste die Geburtshilflich-Gynäkologische Klinik bezogen werden, bis 1884 folgten die übrigen.
Obwohl viele der Professoren und Mitarbeiter als überzeugte Katholiken galten, schlossen sich 1933 über ein Drittel der Fakultätsmitglieder der Nationalsozialistischen Deutschen Arbeiterpartei an. Nach dem Inkrafttreten des „Gesetzes zur Verhütung erbkranken Nachwuchses“ vom 14. Juli 1933 wurden in der Frauenklinik Zwangssterilisationen und Zwangsabtreibungen vorgenommen. Bei einem Bombenangriff am 14. Oktober 1944 wurden das Hauptgebäude der Universität im ehemaligen kurfürstlichen Schloss und das Klinikviertel am Rhein schwer beschädigt.
Nach dem Zweiten Weltkrieg wurde das Universitätsklinikum auf dem Gelände einer ehemaligen Flak-Kaserne auf dem Venusberg neu errichtet. Die ersten Kliniken nahmen dort ab 1949 ihren Betrieb wieder auf. Inzwischen sind in der Stadt außerhalb des Venusberg-Campus nur noch das Gerichtsmedizinische Institut, die Diamorphinambulanz, die Vorklinischen Institute und die Zahnklinik des UKB. Seit 2001 ist das Universitätsklinikum Bonn selbstständig in Rechtsform einer AöR mit einem eigenen Aufsichtsrat. Es wird von einem fünfköpfigen Vorstand geführt.

## Struktur

### Kennzahlen zum UKB
Gemäß dem eigenen Geschäftsbericht des Jahres 2023 umfasst das UKB:
- rund 1.211 Ärzte (Vollkräfte)
- rd. 2.142 Vollkräfte (VK) in der Pflege (1.517 im Pflegedienst + 625 als Funktionsdienst)
- Mitarbeitende: 7.407 Vollkräfte (VK) bzw. rd. 9200 „Köpfe“
- 40 Kliniken
- 34 Institute
- über 500.000 Behandlungen (gesamt aus stationär und ambulant)
- ca. 50.000 Notfälle
- über 2.500 Entbindungen
- rund 600 Auszubildende in Gesundheitsberufen

### Bereich Pflege
Die Pflege am UKB gemäß dem Geschäftsbericht 2023
- Pflegedienst: 1.517 Vollkräfte
- Nichtwissenschaftliche Medizintechnische Dienstleistungen (MTD): 1.330 Vollkräfte
- Funktionsdienst (FD): 625 Vollkräfte
- Personal der Ausbildungsstätten: 46 Vollkräfte
- Ausbildungszentrum für Pflegeberufe
- 2021 nahmen in Mexiko 30 Kandidaten am „Global Skill Partnership“-Projekt teil, die anschließend in 2022 ihre Tätigkeit am UKB begannen[7]

### Rankings und Case Mix Index (CMI)
- U.a. in den Focus-Gesundheits-Klinik-Listen 2022[9] und 2023[10] wurde das Universitätsklinikum Bonn auf Platz eins unter den Kliniken in Nordrhein-Westfalen gelistet.
- Im Ranking des F.A.Z.-Instituts „Top-Arbeitgeber – Innovativ. Digital. Nachhaltig“.[11] wurde das Universitätsklinikum Bonn auf Platz 1 der Öffentlichen Krankenhäuser in Deutschland gelistet sowie in den 4 Jahren von 2021 bis 2025 vom F.A.Z.-Institut in den Kategorien „Deutschlands begehrteste Arbeitgeber“ sowie „Ausbildungs-Champions“ ausgezeichnet.[12]
- Das UKB steht im Wissenschafts-Ranking von Nordrhein-Westfalen auf Platz 1 unter den Universitätskliniken.
- Das UKB hatte 2022 den dritthöchsten Case Mix Index und in den Corona-Jahren 2020 und 2021 als einziges der 35 deutschen Universitätskliniken einen Leistungszuwachs.[7]
- Das UKB hatte 2022 ein Spitzen-Ergebnis in Qualität und Wirtschaftlichkeit[13]

## Krankenversorgung

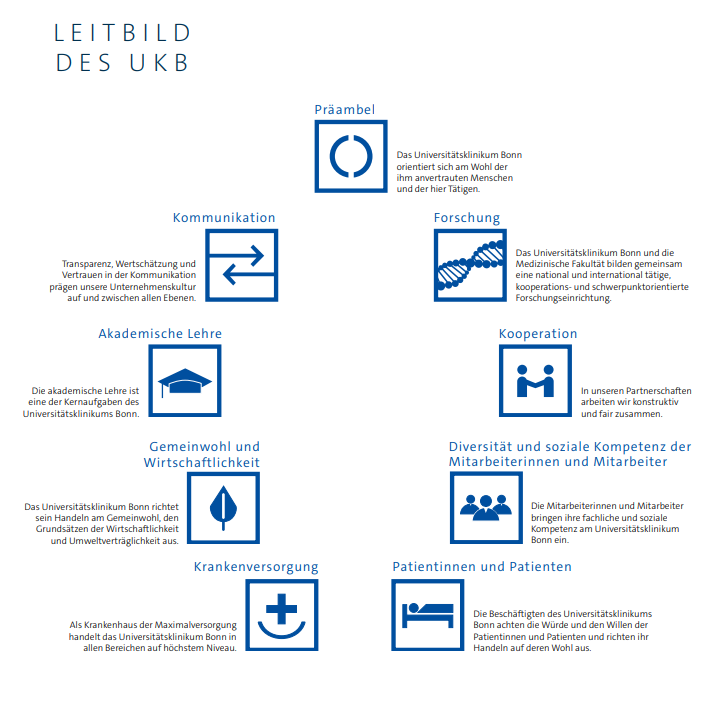
Leitbild des UKB

Hervorzuheben aus dem Bereich der Krankenversorgung (KV) ist u. a. (d. h. ohne Anspruch auf Vollständigkeit):
- Bestandteil des UKB ist die Informationszentrale gegen Vergiftungen seitens dem Bundesland Nordrhein-Westfalen.
- Die Augenklinik des UKB gehört mittlerweile zu den führenden Kliniken im Bereich von Behandlung (und Forschung) bei Makuladegeneration.[14][15]
- Die UKB-Klinik für Epileptologie als Teil des dortigen Neurozentrums[16] hat eine lange Tradition (siehe H. Penin) und war dabei u. a. in Zusammenarbeit mit der dortigen Neurochirurgie Vorreiter im Bereich Epilepsiechirurgiescher Behandlungen (siehe J.Schramm). Sie gehört seit langem zu den zertifizierten deutschen Epilepsiezentren.[17]
- Das UKB ist ein bundesweites Zentrum für Hämophilie-Behandlung, besonders auch bei schweren Krankheitsverläufen.[18]
- Das UKB ist Teil des Centrums für Integrierte Onkologie (CIO).[19][20]
- Das UKB ist mit seinem ZSEB[21] Teil der Zentren für Seltene Erkrankungen im Netzwerk NRW-ZSE.
- Das Herzzentrum Bonn ist[22] Bestandteil des UKB.
- Die Unfallchirurgischen Klink des UKB ist als überregionales Traumazentrum gemäß der DGU zertifiziert[23] und Maximalversorger innerhalb des dortigen Traumanetzwerkes Bonn-Rhein-Sieg.
- Die spezialisierte Stroke Unit innerhalb des Neurozentrums des UKB verfügt über 15 Betten und ist darauf spezialisiert, rasche und hochqualitative Versorgung für Schlaganfallpatienten zu gewährleisten[24] und ist zertifiziert gemäß[25] der DSG und der ESO.
- Mit Stand März 2025 verfügt die Intensivmedizin des UKB über 88[26] Intensivbetten (ohne neonatologischen Intensivbetten) und ist ein anerkanntes ECMO-Behandlungszentrum.[27]
- Das UKB ist Bestandteil der Trägergemeinschaft des zwischen 2025 und 2028 im Ausbau befindlichen Telenotarztsystems für Bonn und den Rhein-Sieg-Kreis[28]
- Das UKB unterstützt durch Teilnahme am Modell der Anonymen Spurensicherung nach Sexualstraftat (ASS) den regionalen „Arbeitskreis Opferschutz Bonn Rhein-Sieg“[29] und seit dem Jahr 2006 gibt es unter starker Mitwirkung des UKB die „Bonner KinderSchutzGruppe“[30]. Zudem verfügt das UKB seit langem[31] über eine damit korrespondierende Kinderschutzambulanz. Ende Mai 2025 konnte das UKB unter finanzieller Förderung durch das Land NRW sowie durch die Dr. Axe-Stiftung ergänzend dazu noch ein Kinderschutz-Haus nach dem Konzept des „Barnahus“ in Betrieb nehmen. Es liegt in räumlicher Nähe zum Uniklinikum. Ziel dieser Einrichtung ist[32], dass damit die jeweilige Aufklärungsarbeit rechtssicher erfolgt und das gleichzeitig innerhalb eines unbelastenden Umfelds für die Kinder.
- Das UKB verfügt seit dem Jahr 2020[33] über ein sehr modernes Zentrum der Geburtshilfe und Kinderheilkunde, was dort als Eltern-Kind-Zentrum (ELKI) bezeichnet wird, und in dem spezialisierte Geburtshilfe und vorgeburtliche Medizin, ein Level-1-Perinatalzentrum mit 31[34] neonatologischen Intensivbetten, die Kinderkardiologie, spezialisierte Anästhesie, die Kinderherzchirurgie, die Bildgebung der Kinderchirurgie, die Kinderneurochirurgie, die Pädiatrische Immunologie und Rheumatologie[35] und die verschiedenen anderen Disziplinen unter einem Dach zu einer großen Kinderklinik zusammengeführt sind.[36] In direkter Nachbarschaft dazu befindet sich das Familienhaus Bonn, dessen Bau und teilweise auch dessen Betrieb von der gleichnamigen gemeinnützigen Gesellschaft[37] finanziert ist, und das mit einem Angebot von mittlerweile 42 Begleitpersonen-Zimmern ein Zuhause auf Zeit für Familien schwer kranker Kinder bietet, die in allen Fachbereichen des UKB behandelt werden.

## Forschung

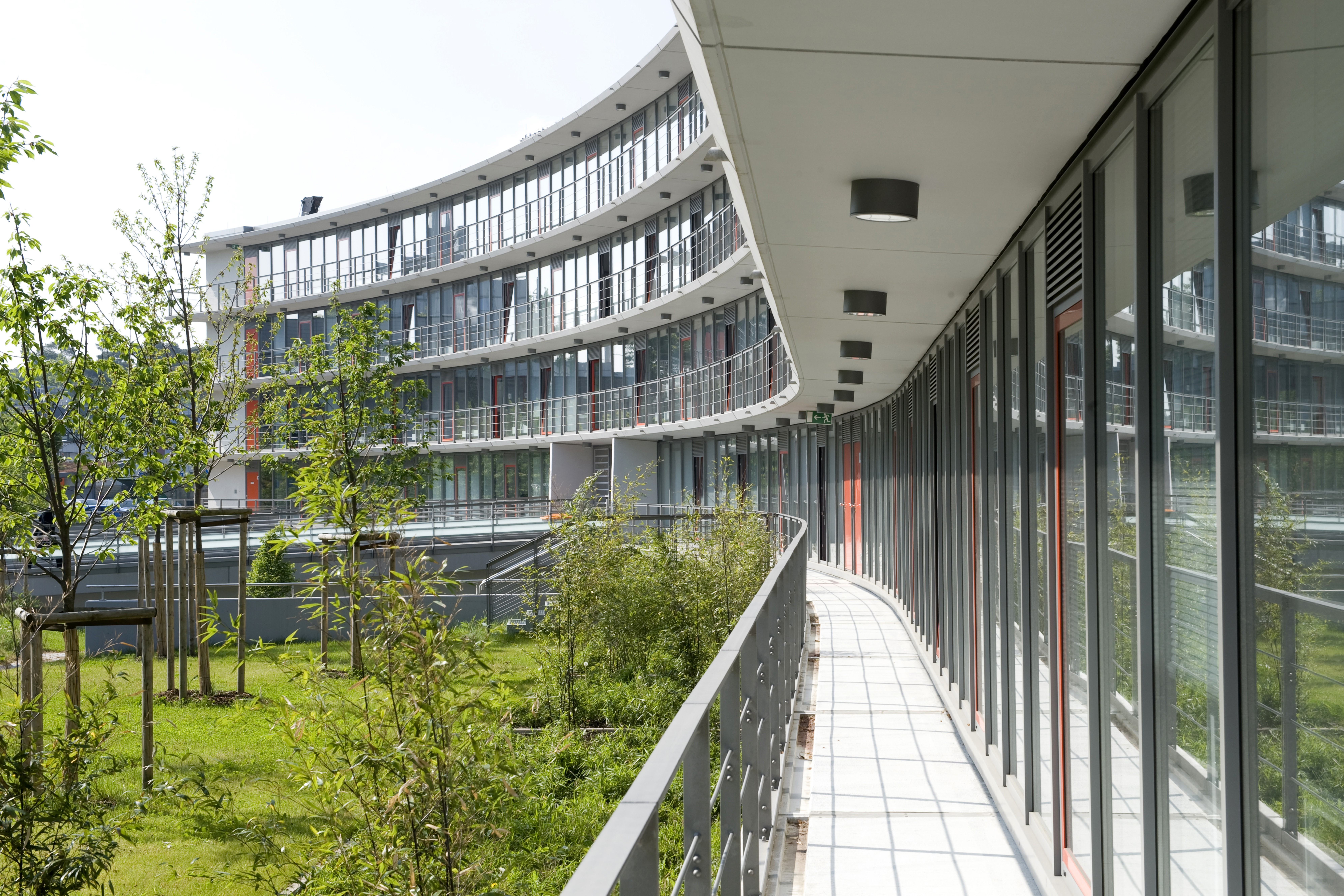
Biomedizinisches Zentrum I (BMZ I)

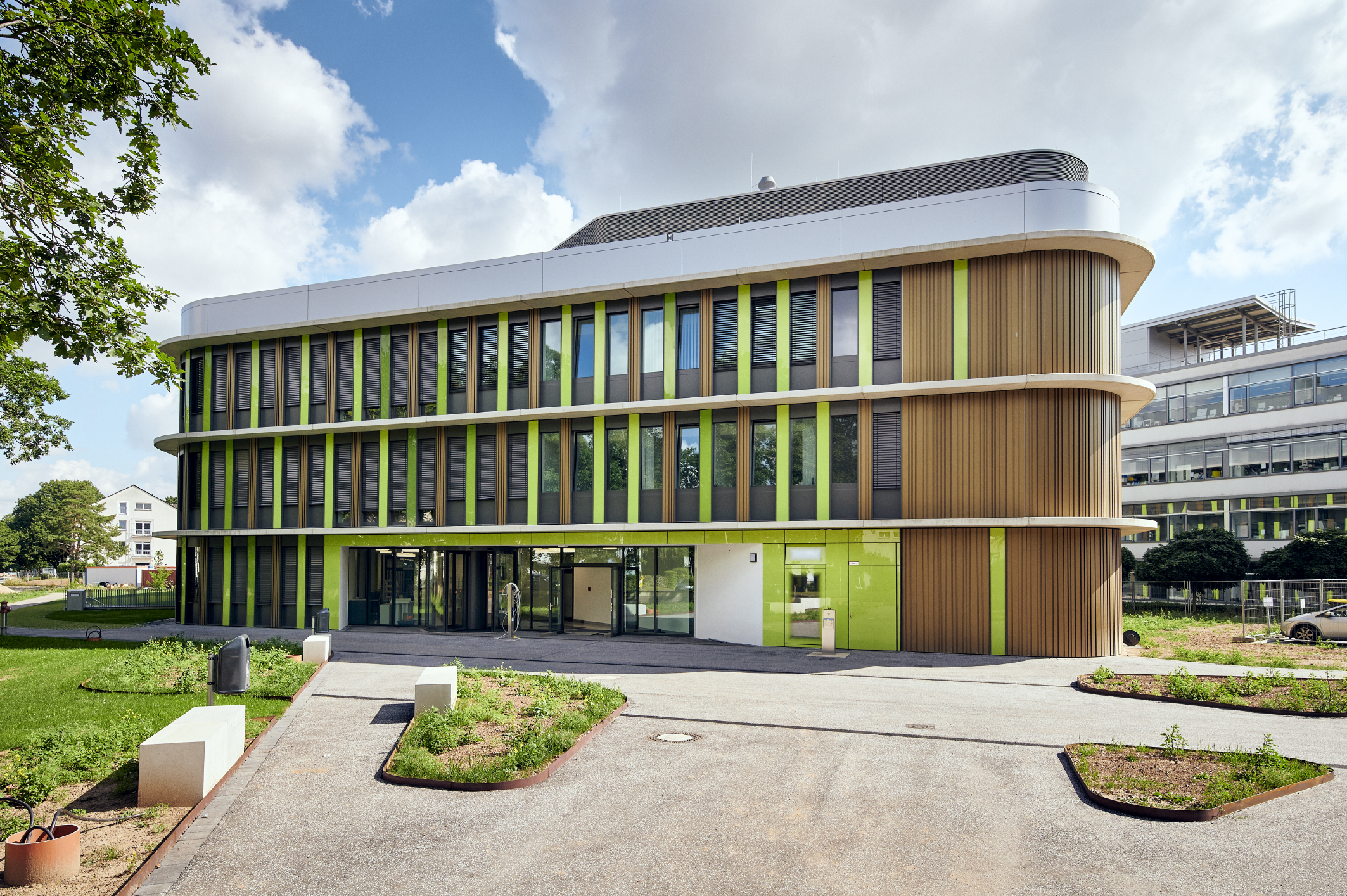
Biomedizinisches Zentrum II (BMZ II)

Forschungsarbeitsgruppen des UKB sind teilweise auch an interdisziplinären Projekten der Universität Bonn tätig, dies betrifft z. B. deutlich das Life and Medical Sciences Bonn (LIMES) sowie den transdisziplinären Forschungsbereich „Life & Health“ und das Pharma-Zentrum-Bonn (PZB), das sich als Plattform bzw. Forum für den wissenschaftlichen Austausch und die Vernetzung aller Pharmaforschenden an der Universität Bonn sowie an außeruniversitären Forschungseinrichtungen versteht. Auch transdisziplinär tätig ist das am 23. Februar 2024 gegründete „Zentrum für Medizinische Datennutzbarkeit und Translation“ (ZMDT), das insbesondere von der Rechts- und Staatswissenschaftlichen Fakultät und der Medizinischen Fakultät getragen wird und unter der direkten Verantwortung des Rektorats der Universität Bonn steht.

### Forschungsschwerpunkte
Stand Anfang 2025 weist die Bonner Medizinische Fakultät folgende Forschungsschwerpunkte bei sich aus:
- Immunosciences and Infection – Immunologisch-infektiologischer Schwerpunkt. Hierzu gehört u. a. die wesentliche Beteiligung des UKB am Exzellenzcluster „ImmunoSensation“[43], ein von der Deutschen Forschungsgemeinschaft (DFG) seit dem Jahr 2012 gefördertes Exzellenzcluster an der Universität Bonn[44][45], das zudem seit 2019 über die erste Ausschreibungsrunde der damals neu initiierten Exzellenzstrategie unter der dortigen Fördernummer 2151 weiterhin als Leuchtturmprojekt von öffentlicher Seite finanziell gefördert wird und dessen Förderung im Mai 2025 unter der Bezeichnung „ImmunoSensation3“ für weitere Jahre verlängert wurde.[46] Im Jahr 2011 war dieser Forschungsschwerpunkt Gründungsmitglied[42] des Deutschen Zentrum für Infektionsforschung (DZIF) der Helmholtz-Gemeinschaft.
- Neurosciences – Die Neurowissenschaften in Bonn werden durch das Bonn Center of Neuroscience[47] (abgekürzt mit BCN bzw. mit CENs), das zentrale Netzwerk für Neurowissenschaften der Universität Bonn, vertreten. Dabei profitiert die diesbezügliche Forschung auch durch die Nähe zum DZNE, das direkt neben dem Neurozentrum des UKB beheimatet ist.
- Cardiovascular Sciences – Inhaltlich fokussiert der Schwerpunkt auf die Herz-, Gefäß- und Klappendegeneration, den Metabolismus und Regenerationsmechanismen im kardiovaskulären System.
- Oncology – Über das Centrum für Integrierte Onkologie (CIO)[48] ist das UK Bonn als offizielles Spitzenzentrum der Deutschen Krebshilfe in den CIO ABCD Verbund Aachen-Bonn-Cologne-Düsseldorf integriert.
- Genetics and Epidemiology – Der Querschnittsbereich Genetics and Epidemiology ist ein Fach- und Profilbereich-übergreifender Schwerpunkt, mit einer starken methodischen bzw. konzeptionellen Basis.

### Forschungsverbünde
Genetische Medizin und Genetische Epidemiologie
- BMBF NGFN+ Affektive Störungen und Schizophrenie (M. Nöthen)
- BMBF Netzwerk Seltene Krankheiten „CURE-Net“ (Reutter)
- E-Rare Angioedema (S. Cichon)
- Deutsche Krebshilfe Verbundprojekt Familiärer Darmkrebs (Gründer Peter Propping †)
- W3-Schwerpunktprofessur Genomic Statistics and Bioinformatics (Land NRW) (Krawitz)

Neurowissenschaften
- DFG-SFB/TR 3: Mesiale Temporallappen-Epilepsien (2012 auslaufend) (Steinhäuser)
- DFG-Klinische Forschergruppe KFO 177: Angeborene Immunität bei chronischer Neurodegeneration (2007–2013) (Heneka, Klockgether)
- DFG-Forschergruppe FOR 926: Pathologie und Pathophysiologie des Endocannabinoidsystems (Wiederbegutachtung 2011) (Zimmer)
- BMBF-BioPharma-Wettbewerb Biopharma-Neuroallianz: Neue Drug Targets und Protektions-Strategien für neurodegenerative Erkrankungen – Identifizierung von microRNAs und deren Ziel-mRNAs (2009–2012) (Pfeifer; Müller, Mathematisch-Naturwissenschaftliche Fakultät)
- BMBF Kompetenznetz Degenerative Demenzen (KNDD) (Wiederbegutachtung 2010) (Maier)
- E-Rare Internationales Netzwerk für spinozerebelläre Ataxien (RISCA) (Wiederbegutachtung 2011) (Klockgether)

## Geschäftsberichte und Beteiligungen
Als AöR veröffentlicht das UK Bonn seit 2001 jährlich im Sommer des jeweiligen Folgejahres auch in Hinblick auf die gesetzlichen Offenlegungsvorschriften einen eigenen Geschäftsbericht. Mitte Juni 2025 sind im Internet weiterhin die Berichtsjahre ab 2012 einsehbar sowie eingeschränkt auch u. a. der Geschäftsbericht zum Berichtsjahr 2006.
Das UKB ist gemeinsam mit der Bonner Universität mehrheitlich beteiligt an der im Jahr 2002 mit Unterstützung des Landes NRW und des Bundes gegründeten Translations-Gesellschaft „Life and brain“, die in direkter Nachbarschaft zum Universitätsklinikum ansässig ist. Des Weiteren ist das UKB Hauptgesellschafter des „MVZ Venusberg“, einem 2008 gegründeten Medizinischen Versorgungszentrum (MVZ) in Bonn.

## Personen

### Liste der Vorstandsvorsitzenden seit Gründung der AöR
Die Vorstandsvorsitzenden werden hier i. d. R. für eine fünfjährige Amtszeit berufen.
| Amtszeit                     | Person             | Komplette Amtsbezeichnung                                                  |
| ---------------------------- | ------------------ | -------------------------------------------------------------------------- |
| ab Oktober 2024              | Bernd Weber        | Kommissarischer Vorstandsvorsitzender und Dekan der Medizinischen Fakultät |
| Januar 2012 – September 2024 | Wolfgang Holzgreve | Vorstandsvorsitzender und ärztlicher Direktor                              |
| 2002 – 2011                  | Michael Lentze     | Vorstandsvorsitzender und ärztlicher Direktor                              |

### Auswahl an mit dem UKB verbundener Persönlichkeiten
- Alfred Gütgemann (1907 – 1985), Professor für Chirurgie und von 1954 bis 1977 Direktor der Chirurgischen Klinik.
- Arwed Franz (1941 - ), Kaufmännischer Direktor mit 27-jähriger Amtszeit bis September 2007.[60]
- August Bier (1861 – 1949), deutscher Chirurg und Hochschullehrer.
- Christian Drosten (1972- ), bis 2017 Direktor des Instituts für Virologie und Mitglied der Leopoldina[61]
- Christian E. Elger (1949 – ), ehemaliger Direktor der Klinik für Epileptologie.
- Christian Kurts (1964 - ), Institutsdirektor und Mitglied der Leopoldina.[62]
- Eicke Latz (1970 – ), bis 2023 Institutsdirektor und Mitglied der Leopoldina.[63]
- Erich von Redwitz (1883 – 1964), ehemaliger Direktor der Chirurgischen Universitätsklinik.
- Frank G. Holz (1962 – ), Direktor der Augenklinik und Mitglied der Leopoldina.[15]
- Georg Nickenig (1964 – ), Direktor der Kardiologischen Klinik und Leiter des Herzzentrums Bonn.
- Johann Friedrich Hermann Albers (1805–1867), Mediziner und Pathologe und Mitglied der Leopoldina.[64]
- Jörg Kalff (1962 - ), Direktor der Chirurgischen Klinik und Mitglied der Leopoldina[65]
- Johannes Schramm (1946 – ), ehemaliger Direktor der Klinik für Neurochirurgie.
- Lukas Radbruch (1959 - ), Direktor der Klinik für Palliativmedizin und Mitglied der Leopoldina[66]
- Manfred Göthert (1939–2019), ehemaliger Direktor Institut für Pharmakologie und Toxikologie und Mitglied der Leopoldina[67]
- Manfred Hansmann (1936 – 2009), deutscher Gynäkologe, mit der Schwerpunkttätigkeit der Pränatalen Diagnostik und Therapie.
- Martin Exner (1951 - ), ehemaliger Direktor Institut für Hygiene und Öffentliche Gesundheit[68]
- Otmar D. Wiestler (1956- ), bis 2003 Direktor des Instituts für Neuropathologie und Mitglied der Leopoldina[69]
- Peter Propping (1942–2016), ehemaliger Direktor des Instituts für Humangenetik und Mitglied der Leopoldina.[70]
- Soeren Jepsen (1958 - ), Direktor der Klinik für Parodontologie und Zahnerhaltung und Mitglied der Leopoldina[71]
- Thomas Klockgether (1956 - ), ehemaliger Direktor der Klinik für Neurologie sowie Dekan[21][72] der Bonner Medizinischen Fakultät bzw. ab 2011 erster Direktor der Klinischen Forschung am DZNE.[73]
- Ulrich Eibach (1942 – ), war bis Ende 2007 Klinikpfarrer.
- Ulrich Gembruch (1954 - ), ehemaliger Direktor der Klinik für Geburtshilfe und Pränatale Medizin und Mitglied der Leopoldina.[74]
- Ulrich Heifer (1930–2018), ehemaliger Direktor des Instituts für Rechtsmedizin.
- Wolfgang Maier (1949 – ), ehemaliger Direktor der Klinik für Psychiatrie und Mitglied der Leopoldina.[75]